# Canhão automático
Otobreda 76/62 76mm (Itália).
Canhão automático é uma arma de fogo de calibre elevado, equipada um sistema de remuniciamento automático que lhe permite uma elevada cadência de tiro. Na prática, um canhão automático funciona como uma metralhadora mas com um calibre igual ou superior a 20 mm, ao contrário destas que têm um calibre inferior.
O termo canhão automático começou a utilizar-se durante a 2ª Guerra Mundial para designar as armas automáticas cujos projeteis continham uma carga explosiva, sendo usado o termo metralhadora para as armas que disparavam projecteis sólidos. Posteriormente o termo passou a ser usado para as armas automáticas de elevada cadência de tiro, com calibres superiores aos das metralhadoras.
|                                      |                     |                                                                                               |
| Um canhão automático Oerlikon 20 mm. | Canhão MK108 30 mm. | Conceito de canhão eletromagnético calibre 25/35 mm (ver: Canhão de Gauss e Canhão elétrico). |